# グロリアスハーツ
『グロリアスハーツ』（Glorious Hearts）は著者・淡路帆希のイラスト・文倉十のライトノベル。富士見ファンタジア文庫（富士見書房）より2012年3月から7月まで刊行された。

## あらすじ
第四クレイドルで目覚めたアルトゥールは、ユズカとメリッサに出会った。そこにシローフォノの贋人（ギニョル）が現れ、贋人の存在を知ることになる。そして、2人を守りたいと思った時、炎の剣炎龍（ヴィーヴル）がアルトゥールの手に出現した。それを見ていた2人と共に、2人を人間にして自分が人間に戻る方法を探す旅に出る。

## 登場人物

### 主要人物
アルトゥール・ドーク
17歳の少年。子供のころに両親をなくして孤児院にいたが、ある日第四クレイドルに連れて来られ、そこでユズカとメリッサに出会う。贋人（ギニョル）である2人を人間にするための方法を求め、3人でディニタ・イングリスを探す旅をしている。人間であるにも関わらず、なぜか贋人（ギニョル）と同じような能力が使える。
ユズカ
16歳の大人しい少女。氷姫（グラス・レーヌ）の贋人（ギニョル）で、冷気と氷を操ることができる。彼女の能力で、ブリザード特急便は成り立っている。胸の大きさを気にしており、その話題に触れると周囲に冷気が振りまかれる。一年前にメリッサからプレゼントされた着物を改造して着ている。
メリッサ
18歳の明るい少女。木霊（ドリユアス）の贋人（ギニョル）で、植物を操ることができる。1年前に贋人狩りに遭い、ジャッロ・コリーナの丘にアルトゥールに埋められた。彼女のマテリエは半分に割れ、アルトゥールとユズカが片方ずつ持っている。
ディニタ・イングリス
第四クレイドルの研究者。第四クレイドル焼失時に、行方をくらました。贋人（ギニョル）を人間にする方法を知っている可能性がある人物。
ミヌー
アルトゥールにスリを仕掛けた少女。スリは副業で本業は情報屋。
ロドリク
ユズカに一目惚れし、ストーカーをしていた贋人（ギニョル）の少年。アルトゥールを情夫（ヒモ）呼ばわりし、雷鷹（ワンキャン）の能力を使って襲ったが、現れたユズカに迎撃されて勝手に幻滅する。

## 用語
贋人（ギニョル）
人間の形をした怪異（ファンタズマ）に対抗するために作られた生物兵器。感情を持たず、戦闘向きの能力を持つ贋人は一等星（オリンピア）。同じく感情を持たず、戦闘向きでない能力を持つ贋人を二等星（スケアクロウ）。感情を持つ贋人は三等星（ペトローシュカ）と呼ばれる。
シローフォノ軍
贋人（ギニョル）をクレイドルと呼ばれる研究室で作り出す国家軍隊。
怪異（ファンタズマ）
怪異の能力を持った生物。死潮（グラニカ）を越えてやってくる。

## 既刊一覧
- 淡路帆希（著）・文倉十（イラスト） 『グロリアスハーツ』 富士見書房〈富士見ファンタジア文庫〉、全2巻
  1. 2012年3月17日発売[1]、ISBN 978-4-8291-3737-6
  2. 2012年7月20日発売[2]、ISBN 978-4-8291-3779-6